# داليدا رحمة
داليدا رحمة مطربة لبنانية من مواليد عام 1960 ببعلبك بلبنان، اشتهرت خلال سنوات الثمانينات والتسعينات من القرن العشرين، وتميزت بتقديم الغناء الطربي، يساعدها في ذلك صوت متمكن حساس وجميل، أشهر أعمالها ألبوم «غزل الهوى». وقد حصل خلط بينها وبين المطربة الإيطالية داليدا التي غنت «سالمة يا سلامة» باللهجة المصرية، والتي عرفت باسم داليدا فقط، أما داليدا رحمة فقد نشأت في لبنان وذات جنسية لبنانية، وما زالت على قيد الحياة.

## أعمالها
من أغانيها الشهيرة التي تركت بصمة وذكرى طيبة لدى الناس حتى اليوم غزل الهوى، ع الشوك لو مشيتني، حسدوني، أحلف لك بدمع العين، يامه العباية، ما بتجوز ع الغربة، يمه يايمه، يابلح زغلولي،
ما دام السما زرقاء، مرجحني الهوى وغيرها العشرات من الأغاني الخالدة كما غنت مع الراحل الكبير عازر أغنية من مين بدي أسرقك.
وقد أختفت هذه الفنانة عن الأضواء تماما منذ بداية الألفية تاركة خلفها فراغا في الساحة الفنية، وعلامة إستفهام بسبب هذا الغياب والصمت غير المبرر.